# Лхаса (станция)
Лхаса (тиб. ལྷ་སའི་འབབ་ཚུགས་, кит. 拉萨站) — железнодорожная станция в столице Тибета, городе Лхаса.

## История
Строительство станции было завершено 30 июня 2006 года. Открытие состоялось 1 июля 2006 года вместе с запуском всей железной дороги в Тибете.

## Описание
Станция является конечной на Цинхай-Тибетской железной дороге. Расположена в 1 788 км от города Синин. В 5 км от станции находится главная достопримечательность Лхасы — дворец Далай-Ламы Потала. Высота над уровнем моря — 3 641 м.
В здании вокзала располагается фойе, билетные кассы, банкоматы, зал ожидания и VIP-зал. Также существует медицинский пункт, в котором можно получить кислород в случае появления симптомов горной болезни.
Все объявления на станции и надписи на китайском и тибетском языках.

## Галерея

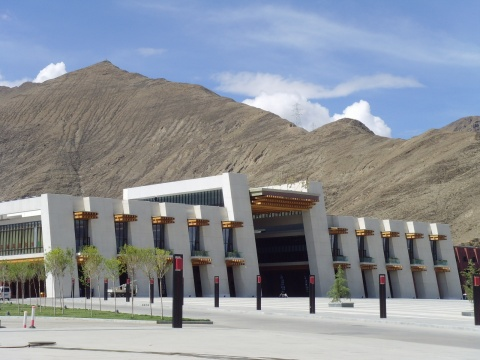
Вид на вокзал с привокзальной площади.
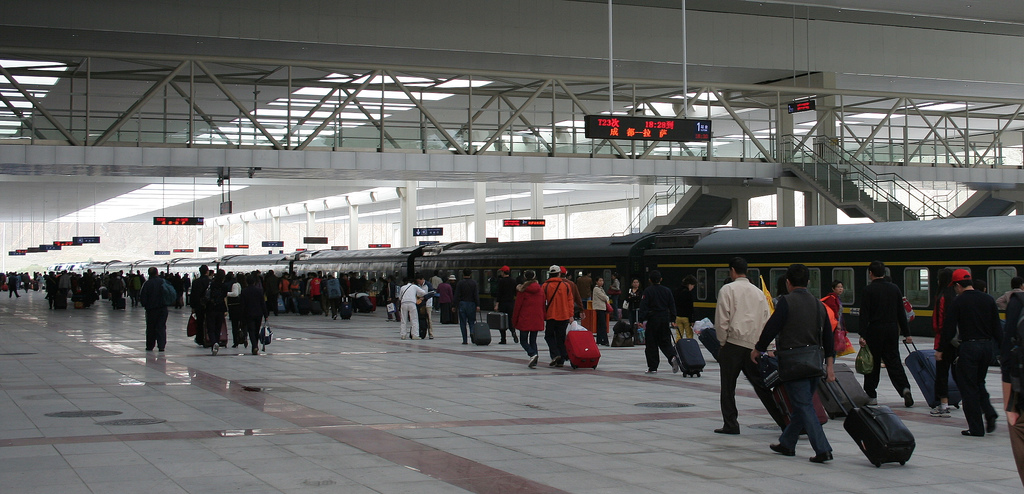
Платформа станции.
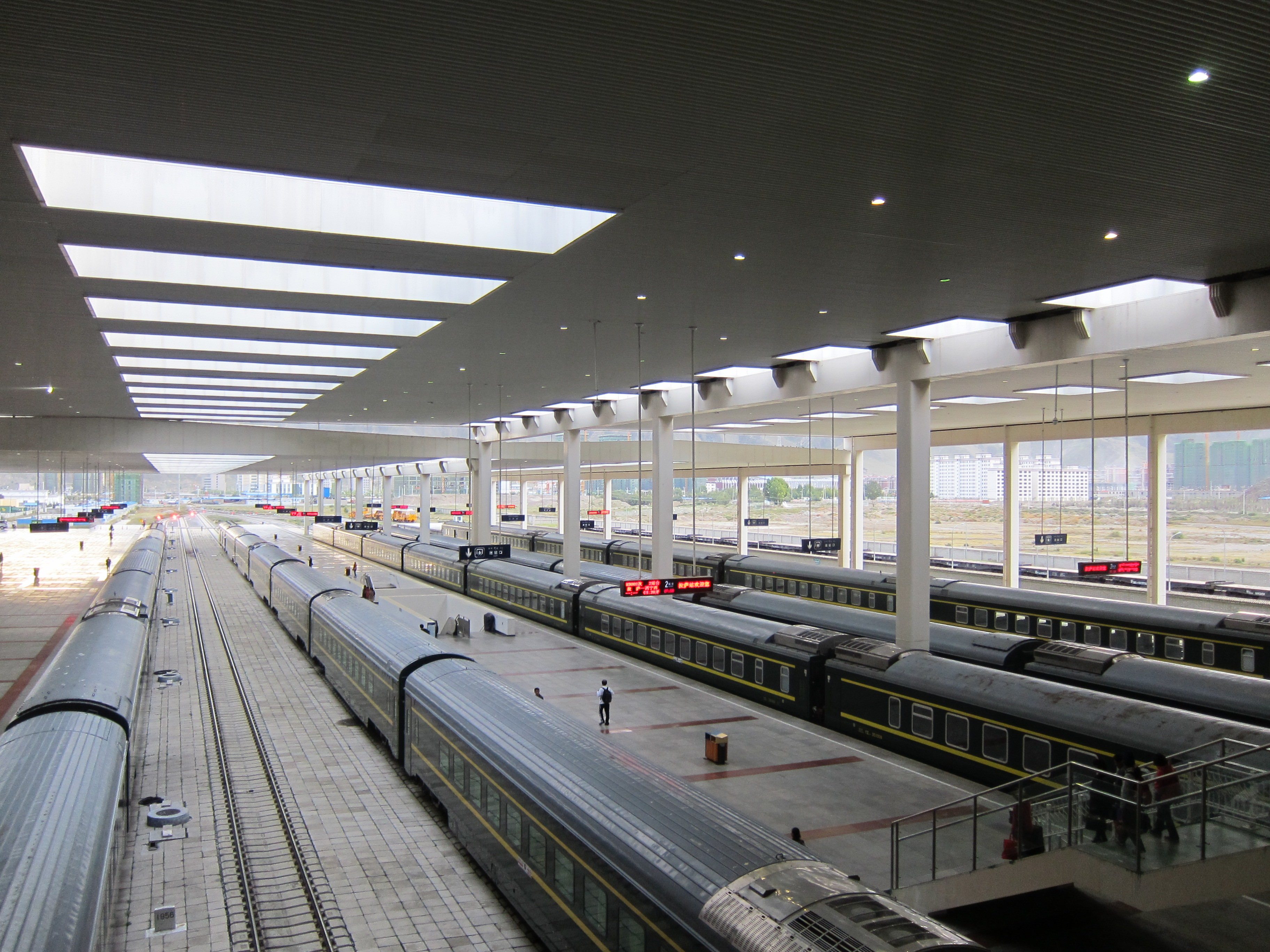
Вид на платформы с пешеходного моста.
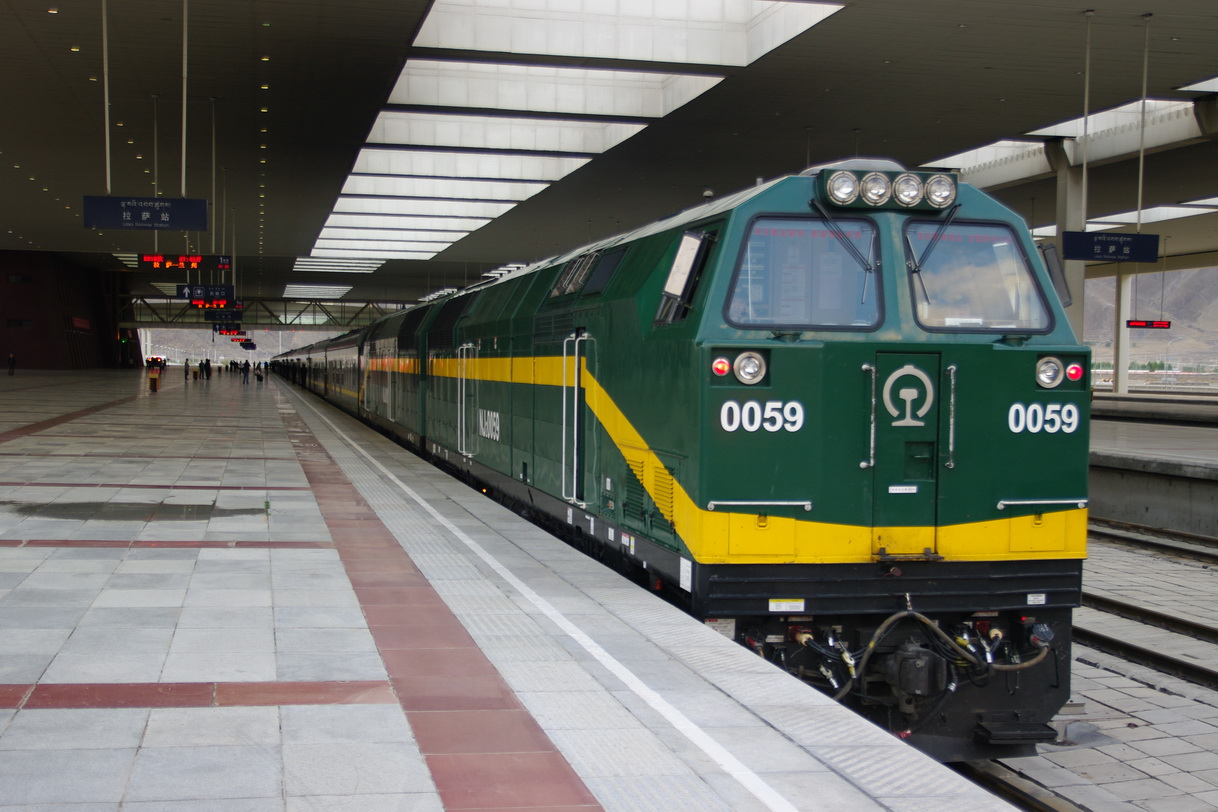
Локомотив у платформы.